# Fillmore!
Fillmore! ist eine Zeichentrickserie der Walt Disney Company, erstmals gesendet im Jahr 2002. Die Serie hat 26 Folgen und thematisiert das in den USA übliche System der Fluraufsicht als Persiflage auf ältere US-amerikanische Polizeiserien. Jede Folge ist in drei Akte aufgeteilt.

## Handlung
Die X-Middle-School wird immer wieder von Rabauken und Vandalen heimgesucht. Das „Security-Team“ klärt im Auftrag von Principal Dawn S. Folsom alle diese „Kriminalfälle“ auf. In dieser Persiflage entspricht Folsom in etwa Staatsanwältin oder Bürgermeisterin, Junior Commissioner Vallejo entspricht dem Polizeichef, Cornelius Fillmore und Ingrid Third als Hauptfiguren sind die Detectives und Danny O’Farell, Karen Tehama und Joseph Anza entsprechen den Kollegen, die ggf. über Spezialfertigkeiten verfügen.
Alle Mitglieder des „Security-Teams“ tragen die orangefarbenen Schärpen, die die Fluraufsichten in US-amerikanischen Schulen tragen; außerdem haben sie Dienstmarken wie Polizisten mit denen sie sich der Dramaturgie zuliebe genauso ausweisen und die sie zurückgeben müssen wenn sie suspendiert werden – eben als Persiflage auf TV-Polizeiserien.
In jeder Episode ermittelt das Team verschiedene Fälle wie beispielsweise Vandalismus, Diebstahl und Erpressung. Bemerkenswert ist, dass die Fälle meistens eine Kinder-freundliche Version der Wirklichkeit darstellen (statt illegale Straßenrennen illegale Froschrennen, statt Handel mit gestohlenen Wertsachen Handel mit gestohlenen Pralinen usw.). Eine Sendung untergliedert sich in drei nummerierte „Akte“, die mit einem eigenen Titel versehen sind und kurz angesagt werden. Viele Fälle sind bis zur Auflösung sehr verzwickt und immer sind die falschen Verdächtigen im Visier.
Wenn der richtige Täter gestellt wird und der Tathergang rekonstruiert ist, kommt es immer zu einer Verfolgungsjagd mit einem hohen Sachschaden. Anschließend werden die Täter verhaftet, wobei beispielsweise das Nachsitzen die Kinder-Version einer Gefängnisstrafe ist.
Die X-Middle-School ist erheblich größer als viele durchschnittliche amerikanische Schulen und befindet sich in den Vororten von Minneapolis und Saint Paul in Minnesota. Es gibt viele Clubs, Vereine und Arbeitsgemeinschaften, die, wie es der Zufall will, alle genau dann mit ihren Projekten auf dem Flur herumlaufen, wenn gerade ein Verdächtiger verfolgt wird.

## Charaktere

### Hauptpersonen
Cornelius Fillmore ist ein Afroamerikaner. Er hat eine Glatze und trägt ein grünes T-Shirt, Jeans und eine Brille, durch die man seine Augen nicht sehen kann. Er stammt ursprünglich aus Cleveland. Fillmore war früher selbst als Schulrabauke berüchtigt. Er hat acht Vergehen in seiner Akte: Kreidediebstahl, Spindmanipulation, Milchfälschung (keine Molkereiherstellung), hat unverschämte Antworten gegeben, Schokoladendiebstahl (mit Sunny), Schule geschwänzt, großer Pokerring um Comics und er hat Chilisoße in der Turnhalle verkippt. Außerdem hat er noch Schülern Geld usw. abgenommen (mit Penny).
Beim ersten Mal musste er gleich zwei Monate nachsitzen. Später hat er sich geläutert, sich von seinen alten „Freunden“ losgesagt und ist in das „Security-Team“ eingestiegen. Er ist ein sehr geschickter Kung-Fu-Kämpfer, ein Meister im Anschleichen und der Tarnung. Zum Ärger von Junior Commissioner Vallejo verursacht Fillmore bei Verfolgungsjagden oft hohe Sachschäden. Er wird meistens nur Fillmore genannt, was sich auch auf den Titel bezieht. Fillmore hatte vor Ingrid einen anderen Partner namens Wayne Liggett, der nach Tennessee zog.
Ingrid Third ist eine etwas melancholische Schülerin, die ständig ein schwarzes Kleid trägt und ein fotografisches Gedächtnis hat. Sie ist die Partnerin von Cornelius Fillmore. Sie wird im Gegensatz zu Fillmore bei ihrem Vornamen genannt, hat eine 16 Jahre alte Schwester namens Ariella.
Ingrid ist am Anfang der Serie neu in der Schule, nachdem sie eigentlich auf ein Sportinternat in Maine wollte. Auch sie soll laut der ersten Folge eine Rebellin gewesen sein, die Stinkbomben in ihrer vorherigen Schule geworfen hat. Trotz ihrer vorherigen Schulkarriere ist Ingrid die beste Schülerin auf der Schule. In Ingrids Schulakte steht, sie hätte ein Jahr in Nepal verbracht. Doch was keiner weiß, ist, dass sie das ganze Jahr über in einer Besserungsanstalt war. Daher beherrscht sie auch einige Tricks.
Horatio Vallejo ist der etwas dickliche „Junior Commissioner“. Der mexikanische Amerikaner trinkt leidenschaftlich gern Kakao, isst Ravioli, geht angeln und leitet die Security-Truppe. Er ist sehr streng, da er auch von Prinicipal Folsom verantwortlich gemacht wird, wenn irgendetwas von der Schuleinrichtung kaputt geht. Dabei brüllt er stets: „Fillmore!“

### Nebenpersonen
Danny O’Farrell ist Tatortfotograf und ansonsten recht tollpatschig. Er hat immer die Tendenz dazu, jedem auf die Nerven zu gehen. Der Irisch-Amerikaner besucht die siebte Klasse der X-Middle-School.
Karen Tehama ist hauptsächlich für die Spurensicherung verantwortlich und interessiert sich für Forensik. Die japanische Amerikanerin tritt zwar in fast jeder Folge auf, agiert aber hinter den Kulissen. Zudem ist sie die Partnerin von Joseph Anza.
Joseph Anza ist meist für Personenschutz und Bewachung zuständig. Der Italo-Amerikaner tritt zwar in fast jeder Folge auf, agiert aber hinter den Kulissen. Zudem ist er der Partner von Karen Tehama.
Dawn S. Folsom ist Schulleiterin an der X-Middle-School. Sie ist 39 Jahre alt, aber feiert in der Serie ihren 40. Geburtstag, und ist eigentlich recht gelassen, falls die Fälle sofort und fehlerfrei gelöst werden. Besonders streng ist sie, wenn die Schuleinrichtung durch die Verfolgungsjagden des Teams beschädigt oder sogar zerstört wird. Liegt ein Fall vor, der dem Ansehen der Schule schaden kann, stellt sie dem Security Team immer das Ultimatum, das Team aufzulösen, sollte der Fall nicht gelöst werden. Durch die Schule und über das Gelände fährt sie immer in einer Limousine, die Fahnen der Schule über den Scheinwerfern gesteckt hat.
Donald Raycliff ist der etwas militärisch wirkende Stellvertreter von Dawn S. Folsom. Er ist sehr hartherzig, nur selten „emotional geladen“ und wird von Principal Folsom zu Rate gezogen, wenn sie eine Metapher braucht. Wie Cornelius Fillmore trägt auch er eine undurchsichtige Brille.

## Produktion und Veröffentlichung
Die Serie wurde von Scott Gimple entwickelt und unter der Regie von Christian Roman produziert. Die Band Ookla the Mok komponierte und spielte die Musik. Die Serie wurde in den USA vom 14. September 2002 bis zum 23. Januar 2004 durch ABC in zwei Staffeln ausgestrahlt.
Am 2. Mai 2003 begann die Ausstrahlung durch den Disney Channel in Deutschland. Die Serie wurde außerdem unter anderem ins Italienische, Polnische und Portugiesische übersetzt. Bei der deutschen Übersetzung fällt auf, dass Synchronsprecher oftmals mehrere Nebencharaktere synchronisieren.

## Serienfolgen
Die Zeichentrickserie hat 26 Folgen, die hier aufgelistet sind:
| 1. Staffel 1. Rostfreier Edelstahl 2. Der geklaute Test 3. Der große Bücherraub 4. Nur Kummer mit Hummer 5. Ingrid Undercover 6. Nächster Halt: Weltuntergang 7. Der beste Freund 8. Fillmores neuer Partner 9. Auf der Suche nach sich selbst 10. Der beste Wachmann der Welt 11. Gut gedacht, schlecht gemacht 12. Das Spiel der Könige 13. Gute Freunde vergisst man nicht | 2. Staffel 1. Die Währung des Zweifels 2. Der Reißwolftäter 3. Feinde verzeihen nicht 4. In guten wie in schlechten Zeiten 5. Das Diplomatensöhnchen 6. Fillmores Feuerprobe 7. Ein Name verpflichtet 8. Fan-Mania 9. Der mysteriöse Brief 10. Das ganze Leben ist ein Spiel 11. Die große Essensschlacht 12. Die Rache der Unterdrückten 13. Große Klappe, weicher Kern |

## Synchronisation
| Rolle                          | Englischer Sprecher | Deutscher Sprecher     |
| ------------------------------ | ------------------- | ---------------------- |
| Cornelius Fillmore             | Orlando Brown       | Marcel Collé           |
| Ingrid Third                   | Tara Strong         | Ursula Hugo            |
| Karen Tehama                   | Lauren Tom          | Anna Carlsson          |
| Joseph Anza                    | Danny Tamberelli    | Tobias Müller          |
| Junior Commissioner Vallejo    | Horatio Sanz        | Michael Iwannek        |
| Cheri Schotwell                | Debi Derryberry     | Giuliana Jakobeit      |
| Danny O’Farrell                | Kyle Sullivan       |                        |
| Principal Dawn S. Folsom       | Wendie Malick       | Liane Rudolph          |
| Vice-Principal Donald Raycliff | Jeff Probst         | Stefan Staudinger      |
| Mr. Collingwood                | Kyle Gass           | Gunnar Helm            |
| Mr. Delancey                   | Steve Carell        | Oliver Feld            |
| Mrs. Cornwall                  | Holland Taylor      | Luise Lunow            |
| Tony Clementina                | Frankie Muniz       | David Turba            |
| Mrs. Waverly                   | Grey DeLisle        | Angela Ringer          |
| Mr. Geary                      | Sean Whalen         | Hans-Jürgen Dittberner |
| Ansager                        | Don Lafontaine      | Erich Räuker           |